# Habbrügge
Habbrügge  ist ein Ortsteil der Gemeinde Ganderkesee im niedersächsischen Landkreis Oldenburg.

## Geografie und Verkehrsanbindung
Der Ortsteil liegt nordwestlich vom Kernbereich von Ganderkesee. Das 627 ha große Naturschutzgebiet Hasbruch liegt nördlich. Durch den Ort fließt die Welse. Westlich liegt der Falkensteinsee, der als Badesee genutzt wird.
Durch den Ort führt die Kreisstraße K 343, die A 28 verläuft in geringer Entfernung nördlich.

## Persönlichkeiten
- Elise Fink (1863–1939), plattdeutsche Dichterin und Schriftstellerin